# Надьожний
Надьо́жний (рос. Надёжный) — село у складі Киринського району Забайкальського краю, Росія. Адміністративний центр Надьожнинського сільського поселення.

## Населення
Населення — 47 осіб (2010; 118 у 2002).
Національний склад (станом на 2002 рік):
- росіяни — 100 %